# Tsjuder
Tsjuder – norweska grupa muzyczna grająca black metal. Powstała w 1993 roku. Nazwa zespołu pochodzi z norweskiego filmu Pathfinder (nor. Veiviseren) z 1987, w którym Tsjuder to mityczne północno-rosyjskie plemię.
Wraz z Carpathian Forest odbyli trasę po Europie na początku roku 2005. W roku 2006 zespół zawiesił działalność, ale reaktywował się pod koniec 2010 i zapowiedział występy na Brutal Assault 2011 oraz Wacken Open Air 2011.

## Muzycy
Obecny skład zespołu
- Nag - śpiew, gitara basowa (1993-2006, od 2010)
- Draugluin - gitara (1994-2006, od 2010)
- AntiChristian - perkusja (1999-2001, 2003-2006, od 2010)

Byli członkowie zespołu
- Berserk - gitara (1993-1995)
- Torvus - perkusja (1995-1996)
- Desecrator - perkusja (1997-1998, 2000)
- Diabolus Mort - gitara (1997-1998)
- Blod - perkusja (1998-1999)
- Arak Draconiiz - gitara (1999-2000)
- Pål - gitara, śpiew (2000-2001)
- Jontho - perkusja (2001-2002)

## Dyskografia
- Div Gammelt Stasj (demo, 1995)
- Ved Ferdens Ende (demo, 1995)
- Possessed (demo, 1996)
- Throne of the Goat (EP, 1997)
- Atum Nocturnem (1999)
- Kill for Satan (2000)
- Demonic Possession (2002)
- Desert Northern Hell (2004)
- Norwegian Apocalypse: Oslo vs. Sandnes (DVD, 2006)
- Legion Helvette (2011)
- Antiliv (2015)

## Nagrody i wyróżnienia
| Rok  | Kategoria | Tytułem | Nagroda                | Nota      | Źródło |
| ---- | --------- | ------- | ---------------------- | --------- | ------ |
| 2016 | Metal     | Antiliv | Spellemannprisen, 2015 | Nominacja | [ 2 ]  |